# Anuga insuffusa
Anuga insuffusa là một loài bướm đêm trong họ Noctuidae.